# Península de Bomberai

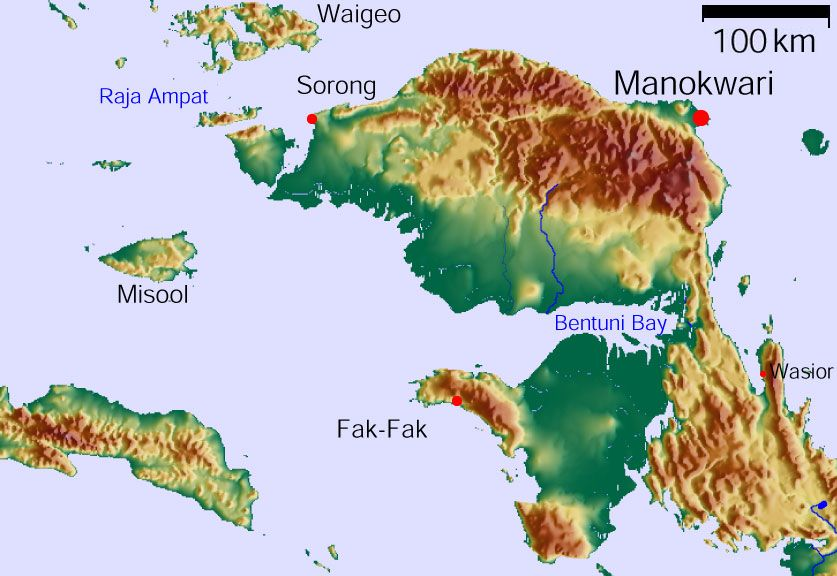
A península de Bomberai, a sul da península de Doberai e separada desta pela baía de Bintuni (no mapa: Bentuni Bay).

A península de Bomberai (em indonésio:  Semenanjung Bomberai) é uma península situada na província indonésia de Papua Ocidental, no oeste da ilha da Nova Guiné. Fica a sudeste da península de Doberai, estando separada desta pela baía de Bintuni. No lado oposto, é delimitada pela baía de Kamrau ou Kamberau.
É uma península larga que se abre ao mar de Ceram formando uma ampla baía, a baía de Sebakor, delimitada por duas pequenas penínsulas:
- a noroeste, a península de Onin ou Fakfak, do nome da cidade de Fakfak, principal povoação e porto da região. É percorrida por uma cadeia montanhosa de média altitude que culmina a 1619 m. Devido às facilidades ofertas pelo núcleo urbano de Fakfak, esta parte da península de Bomberai é a mais visitada.
- a sudeste, a península formada pelos montes Kumafa, cuja costa sul é banhada pelo mar de Arafura. É uma região pouco explorada e quase desconhecida.

Toda a península é coberta por uma densa selva húmida de tipo tropical, e a maior parte da península consiste numa planície pantanosa.
Várias ilhas encontram-se relativamente a pouca distância da costa da península de Bomberai. Frente ao seu extremo noroeste, o estreito de Berau separa-a da ilha Sabuda, que pertence à província indonésia das Molucas. Frente ao extremo sudeste está a ilha Adi, e ao largo da baía de Sebakor estão as ilhas Karas e Semai.

## História
O primeiro avistamento por europeus desta zona foi em 1606, na expedição espanhola comandada por Luís Vaz de Torres.

## População e línguas
A regência de Fakfak ocupa a quase totalidade da península de Bomberai, e as povoações concentram-se na costa. La población indígena papuana se reparte también en pequeños asentamientos diseminados por las selvas interiores.
Tal como em toda a ilha da Nova Guiné, o isolamento dos habitantes da península de Bomberai fomentou a sobrevivência de numerosas linguas papuas locais. As línguas autóctones predominantes são o buruwai e o kamberau, ambas línguas trans-neoguineenses, das quais derivam vários dialetos: Asienara, Sebakor, Karufa, Madidwana. Pelos contactos tradicionais de proximidade com as ilhas da província das Molucas, parte da população assentada nos povoados costeiros fala também o malaio-polinésio centro-oriental nuclear.